# Piedra Blanca (Salitral)
Piedra Blanca es una localidad peruana ubicada en el distrito de Salitral, perteneciente a la provincia de Morropón del departamento de Piura, al norte del Perú. En 2017 tenía una población de 190 habitantes según el INEI.